# Chris Beckers
Christiaan „Chris“ Beckers (* 28. Oktober 1953 in Laren (Noord-Holland)) ist ein niederländischer Gitarrist des Fusionjazz.

## Leben und Wirken
Chris Beckers, der ab 1964 in Deutschland aufwuchs, ist Autodidakt und wie die meisten Gitarristen seiner Generation zunächst von Eric Clapton und Jimi Hendrix, aber auch von Frank Zappa beeinflusst. Zunächst war er ab 1975 als Bluesmusiker bei der Backwater Bluesband aktiv; er wechselte 1980 zum Jazz. An seinem dritten Album Nightmoves (1983) waren Gerry Brown und Dick Morrissey beteiligt. Er arbeitete dann in den Vereinigten Staaten mit Musikern wie Ernie Watts, Alex Acuña, Abe Laboriel, Paulinho da Costa, Billy Cobham, Peter Erskine oder Jimmy Haslip, die an seinen nächsten Platten mitwirkten.
Nach der Veröffentlichung von Night Moves folgte eine Promotiontour durch Japan, wo seine Musik auf Polydor KK erschien. In den nachfolgenden Jahren legte Chris Beckers weitere Alben vor: High Tension (1985), Chris Beckers (1987), Wild Kingdom (1993), Messenger Of Truth (2001), Seven Frames Of Mind (2009) und Navigation (2014).
Auf seinem 1983 gegründeten CrisCrazz-Label veröffentlichte er neben eigenen Einspielungen auch Alben von Eef Albers, Wolters & Vermuyen oder Free Kick. Seine Kompositionen werden regelmäßig in Rundfunk und Fernsehen verwendet. Als Produzent und Begleitmusiker arbeitete er für Jump'n Jive, Jimi Bellmartin, Free Kick und René Engel.
In den letzten Jahren hat er sich auch mit Weltmusik beschäftigt und mit Rasiko, Radjinder, Marcelo Godoy, Dipankar, Mostar Revival oder dem Iraqi Maqam Ensemble & Farida zusammengearbeitet.

## Diskografische Hinweise
- Blue Motions (1980) mit Jurre Haanstra, Nippy Noya, Carwin Gysing, Roy Kuschel
- Splash (1982) mit Peter Guidi, Carwin Gysing, Essiet Okon Essiet, Henk Zomer
- Night Moves (1983) mit Gerry Brown, Dick Morrissey, Jurre Haanstra, Herman Wolters, Wim Dijkgraaf, Eddie Conard
- High Tension (1985) mit Ernie Watts, Abraham Laboriel, Alex Acuña, Justo Almario, Herman Wolters, Marcel Schimscheimer, Marcel Serierse
- Chris Beckers (1987) mit Ernie Watts, Abraham Laboriel, Alex Acuña, Paulinho da Costa, Jasper van’t Hof, Herman Wolters, Cees van der Laarse, Marcel Serierse
- Crossover (1988) mit Ernie Watts, Abraham Laboriel, Alex Acuña, Paulinho da Costa, Gerry Brown, Dick Morrissey, Jasper van’t Hof, Peter Guidi, Essiet Okon Essiet, Henk Zomer, Herman Wolters, Cees van der Laarse, Eddie Conard
- Late Night Breeze (1992) mit Ernie Watts, Herman Wolters, Marcel Serierse, Marcel Schimscheimer, Nippy Noya, Johan Vermuyen
- Wild Kingdom (1993) mit Billy Cobham, Ernie Watts, Jasper van’t Hof, Nippy Noya, Herman Wolters, Marcel Schimscheimer, Marcel Serierse, Deff Cramer
- Messenger Of Truth (2001) mit Ernie Watts, Peter Erskine, Jimmy Haslip, Saskia Laroo, Luluk Purwanto, Michiel Borstlap, Nippy Noya, Liber Torriente, Herman Wolters, Marcel Serierse, Jeroen Vierdag
- Nightcruising/The Music Of ... (2003) mit Billy Cobham, Ernie Watts, Peter Erskine, Jimmy Haslip, Jasper van’t Hof, Paulinho da Costa, Dick Morrissey, Gerry Brown, Abraham Laboriel, Alex Acuña, Michiel Borstlap
- Seven Frames Of Mind (2009) mit Simon Phillips, Jimmy Haslip, Jasper van’t Hof, Eric Vloeimans, Tony Lakatos, Herman Wolters, Hermine Deurloo, Marcel Serierse, Deff Cramer, Mike del Ferro
- Navigation (2014) mit Jimmy Haslip, Gary Novak, Eric Vloeimans, Chris Hinze, Herman Wolters, Hermine Deurloo, Marcel Serierse, René Creemers, Ilja Reijngoud, Efraim Trujillo, Phaedra Kwant, Jeroen de Rijk, Red Limo String Quartet
- The Colour of Blue (2022) Single/Video mit MC Complex, Tony Lakatos, René Creemers, Phaedra Kwant, Jeroen de Rijk

## Lexigraphische Einträge
- Martin Kunzler: Jazz-Lexikon. Band 1: A–L (= rororo-Sachbuch. Bd. 16512). 2. Auflage. Rowohlt, Reinbek bei Hamburg 2004, ISBN 3-499-16512-0.